# Jet lag (serie televisiva)
Jet lag è una sitcom ideata dalla compagnia T de Teatre e Cesc Gay sulla vita quotidiana di cinque donne sulla trentina. È stata trasmessa dal 2 ottobre 2001 all'11 giugno 2006 da TV3; successivamente è stata riproposta da Canal 300, 3XL ed El 33 . La serie è composta da 81 episodi della durata di circa 25 minuti, suddivisi in sei stagioni.  Sceneggiatori: Cesc Gay, Míriam Iscla, Joan Tharrats, Sergi Pompermayer, David Plana, Lluís Llort, Hector Lozano, Albert Espinosa, Victoria Szpunberg, Eva Mor, Roger Rubio e Roser Moreno.

## Trama
Sílvia, Carla ed Esther condividono un appartamento sulla Rambla. Tutte e tre lavorano come assistenti di volo per una compagnia aerea e trascorrono le loro giornate volando su e giù per il pianeta. Esther è l'unica che ha una relazione più o meno stabile. Andreu è il suo compagno ed è spesso nell'appartamento. Diana è la vicina. Vive nell'appartamento dirimpettaio. Diana non ha un lavoro e non lo vuole. È disoccupata. È rimasta vedova da poco a causa di uno sfortunato incidente domestico di cui non dovrebbe sentirsi responsabile. Mariona è la sorella minore di Esther. Dopo aver vissuto alcuni anni a Madrid, e quando stava per sposarsi, è tornata a Barcellona. Mariona si è temporaneamente sistemata sul divano della sorella. Al momento lavora al bar di Mario, il luogo di ritrovo di tutte. Jet lag ritrae il mondo di cinque donne che hanno già compiuto i trent'anni, raccontando la loro quotidianità in una grande città. Un ritratto ironico e tenero delle donne e del loro mondo sentimentale e intimo.

## Personaggi
- Sílvia -Carme Pla : assistente di volo di professione. Una tipa difficile, ha un brutto carattere ed è un po' burbera. Ha un grande cuore anche se cerca di nascondere i suoi sentimenti. È una tipa alternativa in tutti i sensi e molto diretta.

- Esther - Marta Pérez : assistente di volo di professione. Molto allegra ed estremamente socievole. Cerca sempre di fare da pacere tra le persone, a costo di risultare ipocrita . È anche piuttosto ipocondriaca e malaticcia. Ha lo stesso fidanzato da una vita ed è una tipa classica e punto.

- Mariona - Àgata Roca : professione sconosciuta, attualmente lavora al bar di Mario. È la sorella minore di Esther. È impulsiva, istintiva e non ci pensa mai due volte. Vive alla giornata. Affascinante e un po' ingenua, niente la spaventa.

- Diana - Míriam Iscla : disoccupata e pensionata vedovile. Lei è la vicina. Suo marito è morto in un incidente domestico. Sia lei che il suo appartamento sembrano ancorati al passato. Diana sembra vivere su Marte ed è il personaggio più eccentrico e surreale di tutti. Allo stesso tempo, però, questo personaggio gli permette di dire grandi verità. Non si arrabbia mai ed è ottimista. È sempre alla ricerca di un lavoro, di cambiare vita. . . Ha un pesce che si chiama Toni.

- Carla - Mamen Duch : assistente di volo di professione. Snob e frivola, gioca con gli uomini e prende la vita come una grande festa. Le piace fare shopping, giocare a tennis e vestirsi bene. Pensa di essere una donna molto interessante, e in un certo senso lo è. Ha bisogno dei suoi amici anche se non sempre lo dimostra. È orgogliosa e competitiva e le piace stare sempre al passo.

- Andreu - Albert Ribalta : è il fidanzato di Esther. Un sognatore, un po' sfacciato e, allo stesso tempo, un uomo dall'aspetto docile e paziente. È orfano e si dedica alla vendita di auto. Gli piacciono il calcio, le magliette della salute e i purè di Cuba. Ama davvero la sua ragazza.

- Mario - Xavi Mira : il proprietario del bar. Un giovane simpatico, affascinante, innamorato e che prima di questo lavoro avrebbe potuto fare il cantante bolero o addirittura il parrucchiere.